# Laternula argentea
Laternula argentea is een tweekleppigensoort uit de familie van de Laternulidae. De wetenschappelijke naam van de soort is voor het eerst geldig gepubliceerd in 1863 door Reeve.